# Eveština
Eweština (též ewe, či eve, evesky Eʋegbe) je jazyk ze skupiny jazyků Kwa používaný přibližně třemi miliony mluvčích v Ghaně a Togu. Patří do podskupiny jazyků Gbe rozšířených mezi východní Ghanou a západní Nigérií. Dalšími příbuznými jazyky jsou jazyky Fon a Aja. Stejně jako ostatní jazyky Gbe je i eweština jazykem tónovým.
Díky Diedrichu Hermannu Westermannovi, jenž zveřejnil řadu slovníků a mluvnic tohoto jazyka a dalších, příbuzných jazyků, je eweština jedním z nejlépe zdokumentovaných jazyků Afriky.
Jedná se o jeden ze dvou národních jazyků Toga, tím druhým je kabiye.

## Příklady

### Číslovky
| Evesky | Česky |
| ɖeka   | jeden |
| eve    | dva   |
| etɔ̃    | tři   |
| ene    | čtyři |
| atɔ̃    | pět   |
| ade    | šest  |
| adrɛ   | sedm  |
| enyi   | osm   |
| asieke | devět |
| ewo    | deset |

## Vzorový text
Otče náš (modlitba Páně):
Miá Tɔ́ si le dziƒowo
Na wò ŋkɔ ŋuti nakɔ

### Všeobecná deklarace lidských práv
| evesky | Wodzi amegbetɔwo katã ablɔɖeviwoe eye wodzena bubu kple gomekpɔkpɔ sɔsɔe. Susu kple dzitsinya le wo dometɔ ɖesiaɖe si eyata wodze be woanɔ anyi le ɖekawɔwɔ blibo me. |
| česky  | Všichni lidé se rodí svobodní a sobě rovní co do důstojnosti a práv. Jsou nadáni rozumem a svědomím a mají spolu jednat v duchu bratrství.                            |